# Tha 'nai Erotas
"Tha 'nai Erotas" (alfabeto grego: "Θα 'ναι έρωτας",  "Isto será amor") foi a canção que representou Chipre no Festival Eurovisão da Canção 1999 que se desenrolou em 29 de maio de 1999, em Jerusalém
A canção foi interpretada em língua grega por Marlain. Foi a décima-quarta canção a ser interpretada na noite do festival, a seguir à canção da Islândia "Selma e antes da canção da Suécia "Take Me to Your Heaven", interpretada por  Charlotte Nilsson. Terminou em 22.º lugar e penúltimo lugar, tendo recebido apenas 2 pontos (fornecidos pelo júri do Reino Unido). No ano seguinte, em 2000, Chipre foi represetnado por Voice que interrpetou a canção  "Nomiza".

## Autores
- Letrista: Andreas Karanicolas
- Compositor: Yiorgos Kallis

## Letra
A canção é uma balada, com Marlain cantando sobre como garantir que um amante regressa aos sentimentos por ela.

## Versões
Marlain gravou uma versão em inglês intitulada "In the name of love".